# Lokvica
Lokvica (makedonska: Локвица) är en ort i Nordmakedonien. Den ligger i kommunen Makedonski Brod, i den centrala delen av landet, 50 kilometer söder om huvudstaden Skopje. Lokvica ligger 793 meter över havet och antalet invånare är 208.